# Ufo Robot/Shooting Star
Ufo Robot  è un singolo del gruppo musicale italiano Actarus, pubblicato nel 1978 come primo estratto dall'album Atlas UFO Robot. Il singolo contiene la sigla dell'anime UFO Robot Goldrake.

## Descrizione
Il brano Ufo Robot  è stato scritto da Luigi Albertelli su musica e arrangiamento di Vince Tempera e Ares Tavolazzi. Il successo del disco fu enorme, tanto da ottenere il Disco d'oro per il superamento del milione di copie vendute, toccando la quarta posizione della classifica dei singoli e risultando il diciottesimo singolo più venduto in Italia nel 1978. La voce solista del 45 giri è di Alberto Tadini, inserito nelle note di copertina con lo pseudonimo di Michel Tadini. Ai cori del brano prende parte, tra gli altri, anche un giovanissimo Fabio Concato. Shooting Star è la sigla di coda della serie, scritta da Luigi Albertelli su musica e arrangiamento di Vince Tempera e Ares Tavolazzi. Nel 2022 la voce nel brano Shooting Star è stata attribuita a Douglas Meakin, leader dei Superobots e Rocking Horse
Il disco è stato stampato su etichetta Fonit Cetra con codice SP 1684 ed è stato pubblicato anche in Francia su etichetta Vogue con codice 107-45.FC.167.
Ufo Robot, oltre a venire inserita nell'album Atlas UFO Robot, appare in numerose compilation.

## Tracce
1. Ufo Robot – 2:54 (Luigi Albertelli, Vince Tempera, Ares Tavolazzi)
2. Shooting Star – 3:03 (Luigi Albertelli, Vince Tempera, Ares Tavolazzi)

Durata totale: 5:57

## Edizioni
- 1978 - Atlas Ufo Robot/Shooting Star (Fonit Cetra, SP 1684, 7", Italia)
- 1978 - Atlas Ufo Robot/Shooting Star (Vogue, 107-45.FC.167, 7", Francia)